# تشيستر ماسون
تشيستر ماسون (بالإنجليزية: Chester Mason)‏ مواليد 25 أبريل 1981 في كليفلاند، هو لاعب كرة سلة أمريكي. بدأ مسيرته الاحترافية في سنة 2005.

## المسيرة الاحترافية
لعب مع فنربخشة لكرة السلة في الدوري التركي في سنة 2006، ثم لعب مع لوس أنجلوس ديفيندرز في موسم 2006–2007، ثم لعب مع زلاتوروج لاشكو في موسم 2007–2008، ثم لعب مع كليفلاند روكرز في موسم 2008–2009.

## روابط خارجية
- تشيستر ماسون على موقع كرة السلة الأوروبية.كوم (الإنجليزية)
- تشيستر ماسون على موقع كلية كرة السلة في سبورتس رفرنس.كوم (الإنجليزية)
- تشيستر ماسون على موقع ريلجم (الإنجليزية)
- تشيستر ماسون على موقع بروبوليرز (الإنجليزية)
- تشيستر ماسون على موقع سبورتس رفرنس (الإنجليزية)
- تشيستر ماسون على موقع سبورتس رفرنس (الإنجليزية)